# Cultură politică

Harta valorilor Inglehart-Welzel

Cultura politică descrie modul în care cultura influențează politica. Fiecare sistem politic este integrat într-o anumită cultură politică. Cultura politică reprezintă ceea ce oamenii, votanții, electoratul cred și fac, bazându-se pe înțelegerea lor asupra sistemului politic în care se află.

## Elemente
Limitele unei anumite culturi politice se bazează pe identitatea subiectivă. Cea mai comună formă a unei astfel de identități este identitatea națională și statele naționale ce stabilesc limitele tipice ale culturilor politice.
Sistemul socio-cultural dă sens unei culturi politice prin simboluri și ritualuri (cum ar fi ziua independenței naționale) ce reflectă valori comune, uneori transformându-se într-o religie civilă. Valorile create stabilesc limitele participării politice și baza legitimității. Ele sunt transmise prin socializare și modelate de experiențele istorice comune care formează memoria colectivă sau națională. Cultura politică a elitei este considerată mai influentă decât cea a maselor, deoarece intelectualii contribuie la interpretarea și modelarea culturii politice prin discursul politic din sfera publică.
Încrederea este un factor major în cultura politică, deoarece nivelul acesteia determină capacitatea statului de a funcționa. Postmaterialismul este gradul în care cultura politică este preocupată de probleme care nu sunt de interes fizic sau material imediat, cum ar fi drepturile omului și ecologismul. Religia are, de asemenea, un impact asupra culturii politice.

## Tipuri de culturi politice
Toate definițiile culturii politice converg spre evidențierea dimensiunii sale subiective, referindu-se explicit la trei dimensiuni psihologice esențiale ale politicului interconectate: 
- cognitivă (cunoștințe, explicații, interpretări, anticipări legate de evenimentele politice interne și externe)
- afectivă/emoțională (afecte, disponibilități emoționale, sentimente și pasiuni)
- evaluativă (judecăți de valoare referitoare la evenimentele și procesele politice în funcție de scara de valori la care individul a aderat).

Interacțiunea lor generează trei stări de spirit fundamentale ale populației față de fenomenul politic: aprobare, apatie și alienare. Bazându-se pe modul în care aceste elemente se combină, G. Almond și Sidney Verba au identificat următoarele tipuri de cultură politică:
- Cultura politică parohială (locală sau provincială) specifică societăților tradiționale, comunităților izolate, acest tip de cultură se caracterizează prin lipsa de conștientizare și interes față de problemele de interes național sau global. Orientările cognitive, afective și evaluative ale indivizilor sunt concentrate aproape exclusiv pe structurile locale (precum biserica, școala sau primăria) și pe evenimentele din propria comunitate, etnie sau regiune.
- Cultura politică de subordonare (de supunere) specifică comunități integrate la nivel național, acest tip de cultură se caracterizează prin o conștientizare a existenței sistemului politic național, dar o atitudine predominantă pasivă în ceea ce privește participarea la viața politică și la procesul decizional. Cetățenii cred că sistemul politic le va proteja viața și drepturile individuale fără a fi nevoie să își exprime inițiative sau cerințe active. Există o etică a supunerii, bazată pe convingerea că respectarea regulilor și deciziilor autorităților asigură funcționarea eficientă a sistemului și beneficii pentru toți.

- Cultura politică participativă, care corespunde sistemelor democratice, este rezultatul unui proces educațional avansat și al unui grad înalt de organizare socială, ce reflectă experiențele politico-sociale specifice țărilor democratice. Cetățenii posedă atât cunoștințe și abilități subiective, cât și deprinderi practice pentru a influența în mod rațional procesul decizional, desfășurarea evenimentelor politice și reprezentarea intereselor lor, sau pentru a bloca decizii administrative care le-ar putea afecta negativ.

Aceste tipuri de culturi politice coexistă în societățile contemporane, se combină, se influențează reciproc, fuzionează ori se împletesc în rândul indivizilor care formează comunitatea politică a țării respective. Astfel, de pildă, cetățeanul unei societăți politice participative nu este orientat doar spre participarea activă în politică, el este în același timp supus legilor și autorității și este un membru al unui grup cu o cultură parohială. Orientările politice ale unui individ conțin în grade diferite elemente ale culturii parohiale, de supunere și participative. La fel orice cultură politică particulară cuprinde aceleași trei tipuri de elemente combinate în proporții specifice fiecăreia.

### Elazar
Daniel J. Elazar a identificat trei tipuri de cultură politică:
- Cultura individualistă în care politica este o piață între indivizi care caută să-și maximizeze interesul personal, cu o implicare minimă a comunității, opoziție față de guvern și un grad ridicat de clientelism (neopatrimonalism).
- Cultura moralistă prin care guvernul este văzut ca fiind important și ca o modalitate de a îmbunătății viața oamenilor.
- Cultura tradiționalistă în care se urmărește pastrarea status quo-ului în care elitele dețin toată puterea și nu se așteaptă participarea cetățenilor.

### Huntington
Samuel P. Huntington a clasificat culturile politice în funcție de civilizații, pe baza geografiei și istoriei:
- Civilizația occidentală
- Civilizația japoneză
- Civilizația islamică
- Civilizația hindusă
- Civilizația slavo - ortodoxă
- Civilizația latino-americană
- Civilizația chineză
- Civilizația africană

## Culturi politice naționale

### Rusia
Rusia este o societate cu un nivel scăzut de încredere, chiar și cele mai de încredere instituții, precum biserica și armata, având mai mulți cetățeni neîncrezători decât încrezători și cu o participare scăzută la viața societății civile. Aceasta înseamnă că Rusia are o cultură civică și politică slabă. În plus, tradițiile autoritare ale Rusiei înseamnă că există puțin sprijin pentru normele democratice, cum ar fi toleranța față de disidență și pluralismul.
Rusia are o istorie de conducători autoritari, de la Ivan cel Groaznic la Joseph Stalin, care s-au angajat în represiuni masive ale tuturor potențiali competitori politici, de la oprichnina la Marea Epurare.

### Statele Unite
Cultura politică a Statelor Unite a fost puternic influențată de mediul în care au venit primii imigranți, deoarece este o societate de coloniști. Samuel P. Huntington a identificat politica americană ca având un caracter „Tudor”, cu elemente ale culturii politice engleze din acea perioadă, cum ar fi dreptul comun, instanțele judecătorești puternice, autonomia locală, suveranitatea descentralizată între instituții și dependența de miliții populare (în locul unei armate permanente), importate de primii coloniști.
O altă sursă de cultură politică a fost sosirea americanilor scoțio-irlandezi, proveniți dintr-o regiune violentă a Marii Britanii, care au adus cu ei un sentiment puternic de individualism și susținere pentru dreptul de a purta arme. Acești coloniști au oferit sprijin democrației jacksoniene, care a fost o revoluție a timpului său împotriva elitelor consacrate. 

### China
Cultura politică a Chinei este strâns legată de socializarea politică, deoarece copiii sunt îndoctrinați în perspectiva colectivistă a Partidului Comunist Chinez. Se teoretizează că această indoctrinare explică dezvoltarea întârziată a secularismului în cultura chineză, în special în timpul Revoluției Culturale.
Cultura politică chineză percepe relația dintre guvern și indivizi ca fiind o ierarhie. Din această cauză, există puține opoziții din partea indivizilor în timpul schimbării politicilor și reglementărilor. Tendința împotriva confruntării scade frecvența și cantitatea conflictelor sociale. Ambele calități provin din valorile tradiționale chineze din epoca confucianismului. Când Partidul Comunist Chinez a preluat puterea în 1948, Mao Zedong a încercat fără succes să elimine aceste trăsături din cultură, optând în schimb pentru valori și priorități revoluționare.

### India
Datorită colonizării Indiei de către Imperiul Britanic, cultura politică contemporană a fost influențată de idei occidentale care nu erau prezente înainte. Aceste influențe includ democrația și sistemele parlamentare, două instituții care se aflau din punct de vedere ideologic în opoziția cu sistemul de caste care dicta societatea anterioară. Totuși, din cauza demografiei multiculturale a Indiei, cultura politică variază în funcție de grup și regiune.
Democratizarea cu succes a Indiei a dus la acordarea puterii atât clasei urbanizate și bine educate, care se concentra pe atractivitatea națională, cât și actorilor politici mai tradiționali, rurali și de clasă inferioară.  În epoca modernă, sistemul de clase din India a început să se destrame, iar membrii claselor inferioare ocupă acum poziții politice și economice mai înalte. Acest lucru este valabil mai ales pentru femeile din clasele sociale inferioare, care, din punct de vedere istoric, au fost excluse din astfel de activități.

## Elaborarea culturală
Cultura este un produs al minții și gândirii umane, și se referă la moștenirea socială alcătuită din modele de gândire, comportament și acțiuni caracteristice unei societăți. Ea este compusă din cultura nonmaterială, care constituie valorile spirituale, ideile, credințele sau obiceiurile, și chiar instituțiile. O altă componentă este cultura materială, care constituie produsele materiale, bunurile, monezile.
După spusele lui Jean-Jacques Rousseau, omul este un animal social, și prin socializare s-au creat valori, modele și obiceiuri care au dus la formare unor procese culturale complexe, iar Samuel P. Huntington afirma că cele mai importante distincții dintre oameni, sunt de natură culturală.  Procesele de dominanță rămân principalul obstacol al transformării sociale și este necesară o nouă concepție despre cultură pentru a o contrabalansa. Revolta față de aceste transformări sociale, vine tocmai din partea celor favorizați, care trăiesc în țări dezvoltate, și care nu au o situație atât de gravă iar cei care trăiesc sub neliniștea materială, au încă vie speranța într-o lume mai bună și păstrează adevăratul sens al culturii. În funcție de situațiile materiale, cultura necesită diversificarea valorilor, manifestă interese asupra anumitor lucruri si este obligată să accepte modelele impuse de societate. 
În elaborarea culturală se regăsesc structurile sociale, sistemele de putere, procesele psihosociale și se efectuează prin raportul individ-grupuri-societate. Elaborarea culturală pornește de la acțiunile indivizilor, comportamentul și gândirea acestora, care pot fi negative sau pozitive. Din această cauză, apar distanțări fața de cultură, sau formarea ei eronată sau conduc spre înflorirea unei culturi, percepându-se ca o cultură creativă. 
În cadrul unei societăți proprii ei, indivizi alcătuiesc cultura, o formează și o definesc după propriul lor comportament, propriile lor valori și credințe, sau după propriile lor modele. În primul rând, sistemele de valori, comportamentul sau credința trebuie sa înceapă de la bază pentru a se forma o cultură-creatoare, pozitivă. Datorită interacțiunii dintre indivizi, transformarea culturii sau ansamblului cultural se reformează și se modifică în mod constant. Interacțiunile individ-grupuri-societate au drept consecința transformarea culturală și se poate vorbi de o naștere de micro culturi ale grupurilor, care mențin totuși legătura cu patrimoniul cultural. 
Cultura prezintă, totalitatea valorilor materiale, morale și a normelor create de societăți și comunități, care se rezumă la oameni. În transformarea socială, cultura exprimă tensiunea dintre individ și societate, dintre practici și reprezentări, dintre cunoaștere și creație. 
Studiul culturii se realizează cu concepte fundamentale întâlnite în antropologia culturii și în sociologia culturii. Dintre conceptele existente, toate sunt prezente în orice abordare a fenomenului cultural.
Conceptul de model cultural a fost elaborat de Ruth Benedict în cartea sa « Modele de cultură », care argumentează necesitatea cunoașterii comportamentului altor popoare, acel substrat afectiv și ideologic în temeiul căruia o colectivitate națională dobândește o caracteristică aparte, importantă în înțelegerea instituțiilor și acțiunilor.  

### Alte perspective
Într-o altă perspectivă – cea praxiologică, cultura politică aparține subiecților acțiunii politice, celor care în mod direct sau indirect fac politică, se raportează la viața politică fie în calitate de conducători, fie de conduși, cu specificarea că în societățile democratice cele două statusuri (conducător, condus) sunt cumulate de majoritatea cetățenilor. Cultura politică este o realitate prezentă în toate societățile organizate după criterii politice, fiind rezultatul eforturilor cumulative ale generațiilor ce s-au succedat în istorie de a înfăptui o ordine socială în care viața indivizilor să fie posibilă, să fie garantată, în care să se asigure premisele necesare bunei funcționări a întregului corp social (popor, națiune, colectivitate umană), progresului social și dezvoltării personalității membrilor corpului social. 
Fiind o componentă a ansamblului culturii unei societăți, cultura politică are aceleași componente structurale dar care gravitează în jurul valorilor politice și care ghidează desfășurarea acțiunii politice, funcționarea sistemului politic al societății. Pentru că există o diversitate imensă de colectivități umane organizate politic și o varietate impresionantă de agenți politici concreți, rezultă un pluralism al culturilor politice. Îndărătul elementelor concrete, specifice ale culturii agenților individuali ai practicii politice pot fi depistate elemente comune, generale și esențiale ale culturii politice care sunt corelate funcțional într-un model. Elementele acestuia sunt:
- Cognitive, prin care agentul acțiunii reflectă, înțelege, își explică faptele politice, universul politico-social, posibilitățile și oportunitățile participării sale la practica politică. Cunoștințele politice, stocul de informație politico-juridică existente în societate și mai ales în experiența agentului acțiunii politice au fost interiorizate sub formă de achiziții operaționale constituind atât o resursă, cât și un mijloc al practicii politice care fac posibilă o acțiune conștientă, rațională, responsabilă și eficientă. Alături de informație politică operațională, în toate culturile contemporane există și cunoștințe, informația contemplative, speculative, situate undeva în fondul pasiv al cunoașterii și culturii politice. Nu este exclusă însă posibilitatea actualizării acestora, a transformării lor în instrumente operaționale favorabile sporirii raționalității și eficienței practicii politice în anumite conjuncturi sociale.

- Axiologice, prin care agenții acțiunii politice (lideri politici, elita politică, partide, grupe de presiune, electoratul etc.) evaluează corespunzător unui anumit criteriu fapte, proceduri ale practicii politice, propriile performanțe, le ierarhizează, stabilesc priorități de acțiune, determină utilitatea, sensul acțiunilor, posibilitățile de alianță politică etc. Toate aceste evaluări sunt esențiale pentru programarea acțiunii, pentru elaborarea strategiei și tacticii dar și pentru corelarea “din mers” a propriilor acțiuni, inițiate și realizate de un agent politic sau altul.

- Creative, prin care agenții acțiunii politice prelucrează datele cognitive, afective, motivaționale și moral-voliționale pe care le posedă în experiență, construind, elaborând noi valori politice, rezolvând probleme aduse la ordinea zilei de fluxurile de evenimente sociale. Toate acestea implică eforturi creative, de adaptare, de construcție, de producere a noului; creația de valori politice constituind nucleul culturii politice, factorul care dă măsura succesului în acțiune și care determină anvergura, importanța istorică a acțiunii politice întreprinse.

- Praxiologice, adică cele de întrebuințare în acțiunea politică a valorilor ca: programe politice, strategii, tactici, idealuri politice, mijloace și resurse politice, obiecte supuse transformărilor (care, aflate în conexiuni cu actele de guvernare, devin politizate), acte de legiferare, decizii, control etc. Toate componentele practicii politice sunt cuprinse în sfera culturii politice putând fi evaluate ca valori, pseudovalori și antivalori. Unele țin de latura materială, altele de cea nematerială (ideală) a culturii - fiecare având funcții specifice, de neînlocuit, în practica politică, în realizarea obiectivelor politicii în genere.

- Comunicaționale, concretizate în transmiterea informației politice între cei doi poli ai vieții politice: guvernanții și guvernații, între societatea politică și societatea civilă, între elita politică și cetățean. Universul comunicațional a trecut mult în fața celorlalte mijloace ale practicii politice (ca sursă de eficiență, operativitate și ca importanță) în secolul XX. De aici a rezultat un interes sporit al tuturor guvernelor pentru a-l perfecționa. Nici o politică nu este posibilă fără comunicare; cu atât mai mult sistemul politic democratic. Modernizarea sistemelor de comunicare s-a dovedit a fi necesară și din nevoia dezvoltării vieții politice, a realizării transferului de modele politice prin învățare, imitație, educație, prin acțiunea diferiților factori de socializare politică - procese desfășurate în interiorul aceleiași comunități umane sau între colectivități diferite.

Toate aceste elemente sunt corelate organic într-un sistem funcțional al culturii politice centrat pe o tablă de valori politice specifice fiecărei societăți. Valorile politice dominante sunt promovate și propagate de cei care se află la putere. Într-un sistem politic pot fi la “vârf” valorile liberale, într-altul valorile social-democrației, într-altul valorile democrat-creștine etc. Aceasta scoate în evidență rolul ideologiilor ca părți constitutive ale culturii politice. Dar cultura politică a unei societăți trebuie evaluată nu după conținutul ideologiei în primul rând (într-o astfel de ipostază, politologul ar fi pus în situația să caracterizeze culturi atât de diferite în termeni superlativi), ci după performanțele practicii politice mai ales, după volumul de bine, de dreptate, de bunăstare, de fericire, de adevăr aduse oamenilor de un sistem politic concret. Aceasta pentru că elementele culturii politice participă direct sau indirect într-o rețea de circuite ce compun practica politică globală. Un element disparat al culturii politice, chiar dacă are o calitate individuală perfectă, el va fi lipsit de valoare dacă acțiunea politică ce-l integrează nu va produce roadele socialmente așteptate, dorite. Din acest punct de vedere cultura politică a unei societăți are elemente pasive (“moarte”) și active, elemente latente și manifeste, elemente “parazitare” (pseudo-valori”) și elemente funcționale, elemente lucrative și inhibitive, elemente propulsorii și frenatoare etc.
Cultura politică – parte a culturii de ansamblu a societății, a fost și va rămâne o variabilă dependentă de progresul general al comunităților umane. Ea este supusă transformărilor, implicit dezvoltării și modernizării. Într-un astfel de proces istoric ea și-a demonstrat rolul ambivalent: cultura politică, dezvoltându-se, pe de o parte favorizează creșterea gradului de liberate umană iar, pe de altă parte, limitează libertatea oamenilor. Cultura politică mărește libertatea pentru că permite elaborarea unor opțiuni mai temeinic fundamentate, permite alegerea în cadrul unei oferte raționale de variante acceptabile, favorizează participarea la viața politică prin prisma anticipării efectelor pe termen lung. Totodată, cultura politică eliberează cetățeanul de efortul de a reinventa mereu mecanismele participării la viața politică, realizării controlului asupra activității organelor de decizie, contestării unor acte politice etc. pentru că acestea pot fi asigurate prin învățare socială , prin socializare politică generând timp liber necesar pentru explorări și creație. În același timp, dezvoltarea culturii limitează libertatea cetățeanului pentru că oamenii nu sunt liberi să facă tot ce vor. Legile, actele normative, ca invenții ale culturii juridice, îi împiedică pe cetățeni să se angajeze în anumite feluri de acțiuni (de exemplu: să înființeze un partid fascist, să ia cu asalt clădirea primăriei sau a guvernului sau să nu-și plătească impozitele) și le impun să acționeze într-un anumit fel sau la anumite standarde. Dar cultura politică limitează inegal (funcție de apartenența la o clasă, nivelul de avere, sex, statut profesional etc.).

### Diversitate
Pluralismul culturilor politice se exprimă atât la scară planetară prin diferențele între societățile politice, între sistemele și regimurile politice și popoare, cât și în cadrul uneia și aceleiași societăți. 
Diversitatea culturilor politice a le comunităților umane vine să demonstreze puterea de inovație a omului, a elitelor politice dar și flexibilitatea și variabilitatea instituțiilor, organizațiilor politico-juridice. Așa cum culturile politice ale diferitelor societăți variază în spațiu și timp, tot astfel segmentele sociale componente ale unei societăți date pot produce varietate în structurarea politică, mai cu seamă în epoca modernă și contemporană, luând naștere cultura politică a regimului și cultura politică a opoziției, cultura politică a stângii (care se raportează cu predilecție la următoarele valori: egalitate, justiție socială, echitate, solidaritate, progres, sensul laic al vieții umane, republicanism, stat puternic, protecție socială necondiționată etc.), cultura politică a dreptei (care se orientează după o altă grilă de valori: primatul individului în raport cu colectivitatea, drepturile omului, apărarea proprietății, ordine socială bazată pe lege, promovarea elitelor formate în mod firesc, credință în Dumnezeu, conservatorism, anticomunism), cultura politică liberală, democrat-creștină, comunistă, naționalistă, conservatoare, ecologistă etc. Pentru a desemna această varietate a culturii politice dinăuntrul unei societăți a fost introdus termenul de subcultură politică. 

### Subculturi politice
Subculturile politice pot avea ca suport o clasă socială, o etnie, o grupare religioasă etc. care, prin reacție la procesul de omologare și generalizare a valorilor politice oficiale, își edifică propriile lor sisteme de valori care reprezintă o sublimare a nevoilor, atitudinilor și stilului lor de viață la nivelul vieții comunitare. Subculturile politice rezumă concepția despre lume și viață a unor colectivități închise. După cum arată V. Măgureanu, “ele nu se opun valorilor oficiale, nu le contestă, dar instituie un fel de paralelism între valorile grupului, practicate și recunoscute de membrii săi, și valorile oficiale, de stat, care au relevanță pentru comunitățile respective doar în cazurile care privesc interesul general sau național.”  În orice caz, o subcultură politică are o matrice, un tipar care conferă colectivității și organizației ei politice o identitate, o personalitate. Identitatea unei subculturi politice se poate baza pe moștenirea sa etnică (cultura promovată de Partidul Romilor, de U.D.M.R. etc.), pe condiția sa economică (cultura politică a aristocrației, a săracilor din ghetou, cea promovată de partidul clasei de mijloc etc.), pe apartenența la o provincie (cultura politică promovată de Partidul Moldovenilor, cultura politică transilvană din secolul al XVIII-lea, a Țării Bascilor etc.) și la o istorie (invocată frecvent în discursul liderilor mai ales).
Subcultura politică posedă o limbă distinctă, o simbolistică specifică (sigle, steaguri, steme,  ceremonii, portrete ale liderilor, culori, imnuri, uniforme,  mituri, lozinci, formule de salut, forme distincte de comunicare menite să întărească sentimentele de identitate și să protejeze această comunicare de persoanele din afara organizației și comunității politice respective).

## Socializare politică
Când vine pe lume, ființa umană începe să-și pună în valoare potențialul social pe care-l are angajându-se într-un proces continuu de interacțiune cu semenii, învățând, lărgindu-și experiența cognitivă și socială, folosindu-și o gamă diversificată de deprinderi ce îi permit o participare activă în societate. Acest proces important de învățare de noi și noi roluri sociale de către individ, prin care el își dezvoltă o identitate și se manifestă ca membru activ al societății, este numit socializare.
În ultimele decenii au fost date numeroase definiții procesului de socializare (din perspectivă psihologică, sociologică, a sociologiei devianței, culturologiei, teoriei cognitive, interacțiunii simbolice). Cei mai mulți autori consideră socializarea ca un proces ontogenetic, stadial, constând în totalitatea influențelor formativ-educative exercitate de diferitele grupuri  asupra indivizilor ce intră în componența lor. Prin acest proces indivizii asimilează limba, valorile, obiceiurile, tradițiile, deprinderile, atitudinile, normele, regulile de comportament specifice grupului social din care ei fac parte. Dezvoltarea normală a ființei umane reclamă contacte interindividuale, ocazii de a vedea, a auzi și învăța de la semeni, apropierea și comuniunea cu alte ființe umane. Influențele formative, educative, modelatoare provin din partea unor agenți formali și informali, se produc în mod voit sau în mod spontan, generând pentru personalitatea în curs de dezvoltare mecanisme de asimilare, alegere, învățare, de adaptare, integrare, de conformare sau ne-conformare la cerințele modelului social, politico-juridic și moral. 
Primele instanțe de socializare implicit politică, sunt familia (cea mai importantă), școala și biserica, grupul de vârstă, media; urmează apoi cercurile de prieteni, colectivul de muncă, armata, instituțiile frecventate, partizanatul etc. După sociologul Norman Goodman “singurul factor cu adevărat important în socializare este familia. Familia este prima și cea mai continuă lume socială pentru sugar și copil. În familie se stabilesc primele și cele mai durabile relații intime. Capacitatea comunicativă, în primul rând prin învățarea limbii, are loc inițial în familie. Tot în familie, sugarul și copilul fac cunoștință cu elementele cheie ale culturii … familia asigură identitatea socială inițială a copilului în raport cu rasa, religia, clasa socială și genul. Șansele generale în viață, sănătatea, longevitatea, gradul de educație și tipul de ocupație sunt puternic influențate de familia în care copilul se naște.”  Dar mediul familial va determina socializarea copilului întotdeauna împreună cu ceilalți factori.
O mare parte a cercetătorilor americani au ajuns la concluzia că integrarea indivizilor în grupurile, colectivitățile sociale este rezultatul a trei factori:
- însușirea, interiorizarea normelor juridice și morale, a modelelor de comportament și valorilor;

- individul devine conștient de faptul că posibilitățile sale de alegere în ce privește rolurile sunt limitate;

- ființa umană dobândește conștiința responsabilității referitor la modul în care respectă normele etico-juridice în virtutea căreia evită sancțiunile punitive ce succed în mod firesc încălcare normelor și dorește, în același timp, să obțină mai mult prestigiu, aprecieri pozitive în urma conformării la modelul etico-juridic oferit de societate.

În procesul socializării individului, controlul social va conduce la acceptarea și interiorizarea valorilor, scopurilor, normelor, obiceiurilor și mentalităților colectivității, controlul social se transformă treptat în autocontrol, în acțiune liberă a indivizilor care vor reproduce, adesea în mod creator, modelul cultural-normativ al societății. În esență, socializarea are ca efect crearea de personalități conformiste, care vor manifesta comportamente previzibile, integrate în sistemul social. Dar socializarea este un produs dinamic, deschis, nelipsit de implicații ambivalente pentru că individul nu se va mărgini la o învățare mecanică a conformității în raport cu valorile și normele colectivității, nu se va integra linear în cerințele acesteia, ci va învăța să compare, să aleagă, să conteste, să respingă anumite modele din oferta societății. De aceea, R. Linton, E. Sapir, A. Kardiner etc. au înlocuit termenul e socializare cu cel de aculturație, accentuând asupra importanței asimilării valorilor și scopurilor, a modelelor culturale.
Socializarea politică este o fațetă a socializării de ansamblu a individului, a asimilării culturii societății, având o specificitate în ansamblul proceselor sociale prin faptul că ea va conduce în final la formarea acelor aptitudini ale ființei umane care, în calitatea ei de cetățean, îi va permite să facă distincție între societatea civilă și societatea politică, să înțeleagă și să evalueze faptele politice, să formuleze opțiuni politice și să participe la rezolvarea treburilor politice corespunzător statuturilor și rolurilor pe care le-a asimilat. Socializarea politică este un proces complex, de formare și dezvoltare a culturii politice a individului, de însușire de către acesta a unor roluri care-l fac capabil de a participa la viața politică. 
Socializarea politică, ca socializarea în genere, nu este un proces de “dresură sociopolitică”, nu constă într-o simplă recepție și acceptare pasivă a elementelor de cultură politico-juridică transmise de către generațiile mature, ci angajează o amplă modelare a personalității, susținute eforturi de învățare socială pe tot traseul vieții individuale, având ca produs observabil comportamentul politico-civic, participarea ființei umane la viața politică. Ea nu se rezumă la acumularea de cunoștințe, informații politice, nici la formarea unor capacități de valorizare a faptelor politice și de orientare în spațiul politic, ci în mult mai mare măsură constituie un exercițiu de practicare a unor comportamente politice, participative, de exteriorizare a personalității prin atitudini de acceptare sau neacceptare a unor decizii politice, prin formularea de opțiuni, prin operațiuni de propagare activă a elementelor culturii politice în favoarea valorilor pe care se axează personalitatea, de participare directă la activități de conducere etc.
Procesul de socializare politică începe chiar din perioada copilăriei în cadrul unor grupări formale și informale (familie, grădiniță, grupul de vârstă, mass-media, cercul de prieteni, Biserica etc.), având un puternic suport afectiv. Psihopedagogii au reușit să determine momentul când debutează  socializarea politico-juridică: vârsta de 5-6 ani când capătă contur unele procese de bază din structura personalității. În copilărie au loc socializarea de bază (sau primară) la care se adaugă, în perioada maturității, socializarea politică continuă, condiționată de asumarea de către adult a unor noi inițiative, roluri prin care își va concretiza statutul de cetățean. Conținutul socializării diferă în funcție de stadiul ontogenetic, de profilul, scopurile și valorile grupurilor traversate de ființa umană. Copilul este socializat într-un cadru profund afectiv (familia) iar adultul în medii, de regulă, interesate, cu viață axată pe valori, scopuri și norme specifice. Adultul va recepta și va asimila cultura politică a grupului (a clasei sociale din care face parte, a colectivității, comunității etc.) prin raportare la cultura politică oficială, la valorile instituțiilor dominante în societate. 
Socializarea continuă (numită, de o parte a sociologilor, secundară) sau socializarea politică a adulților vizează procesele prin care cetățenii își asumă noi roluri politice care se intersectează cu viața politică, asociate cu asimilarea elementelor corespunzătoare de cultură politică, cu destructurări ale unor atitudini politice, reorientarea personalității spre noi valori politice. Cauzele principale ale resocializării politice pot acționa dinlăuntrul personalității (deziluzii politice, pierderea speranței, contradicția dintre așteptările inițiale și performanțele regimului politic, sentimentul datoriei, trebuința de prestigiu social etc.) sau pot fi constrângeri exterioare: schimbarea regimului politic, intrarea în șomaj, schimbarea statutului profesional, pensionarea, apariția unor legi care afectează profund interesele cetățeanului etc. Procesul de socializare politică a adulților este sinuos, contradictoriu, personalizat, conține adesea drame personale cauzate de dificultățile schimbării unor convingeri și atitudini politice, a restructurării propriei ierarhii de valori politice etc. Noile achiziții ale culturii politice pot intra în conflict cu vechile valori și norme iar resocializarea făcându-se cu un grad de dificultate direct proporțional cu vârsta.
Socializarea politică, în bună măsură, coincide cu educația politică în sens larg (exercitată de familie, școală, universitate, mass-media, de alți factori educaționali), dar are o sferă mai largă prin aportul și al altor instituții (organizații politice, economice, juridice, religioase etc.) sau factori cu influență spontană, aleatoare. O parte a instituțiilor politice creează posibilități, în special pentru membrii lor, în vederea pregătirii pentru rolul pe care-l vor practica ulterior, pentru viitoare posturi în lumea elitei politice, fapt denumit socializare anticipată.
În funcție de gradul de conformitate cu valorile sistemului politic și de aportul la inovația politică-juridică, socializarea mai poate fi pozitivă sau negativă. Socializarea politică pozitivă presupune, în esență, conformarea la valorile sistemului, la modelul etico-politic oficial, manifestarea de către cetățean a unei conduite creative, inovatoare înăuntrul sistemului și nu împotriva lui. Pe când, socializarea politică negativă constă în asimilarea unei astfel de culturi politice care va conduce la marginalizarea persoanelor respective în raport cu cultura politică oficială, la dezvoltarea unei contra-culturi orientate de valori opuse sistemului politico-juridic existent (de exemplu: socializarea realizată în cadrul grupurilor protestatare, a mișcărilor de dizidenți politici, a formațiunilor opuse politicii regimului etc.).